# Nipponaphera suduirauti
Nipponaphera suduirauti is een slakkensoort uit de familie van de Cancellariidae. De wetenschappelijke naam van de soort is voor het eerst geldig gepubliceerd in 1999 door Verhecken.